# Rashōmon (puerta)
Rajōmon (羅城門  "la puerta del castillo"?) fue la más grande de las dos puertas de la ciudad japonesa de Kioto durante la era Heian. Construida en 789, tenía una altura de 7.9 metros aproximadamente y un ancho de 32.31 metros, con una muralla de piedra de 22.86 metros. La puerta estaba localizada en la parte sur de la Avenida Suzaku. El nombre fue cambiado en Rashōmon (羅生門) en el título de una obra de teatro noh del siglo XV.

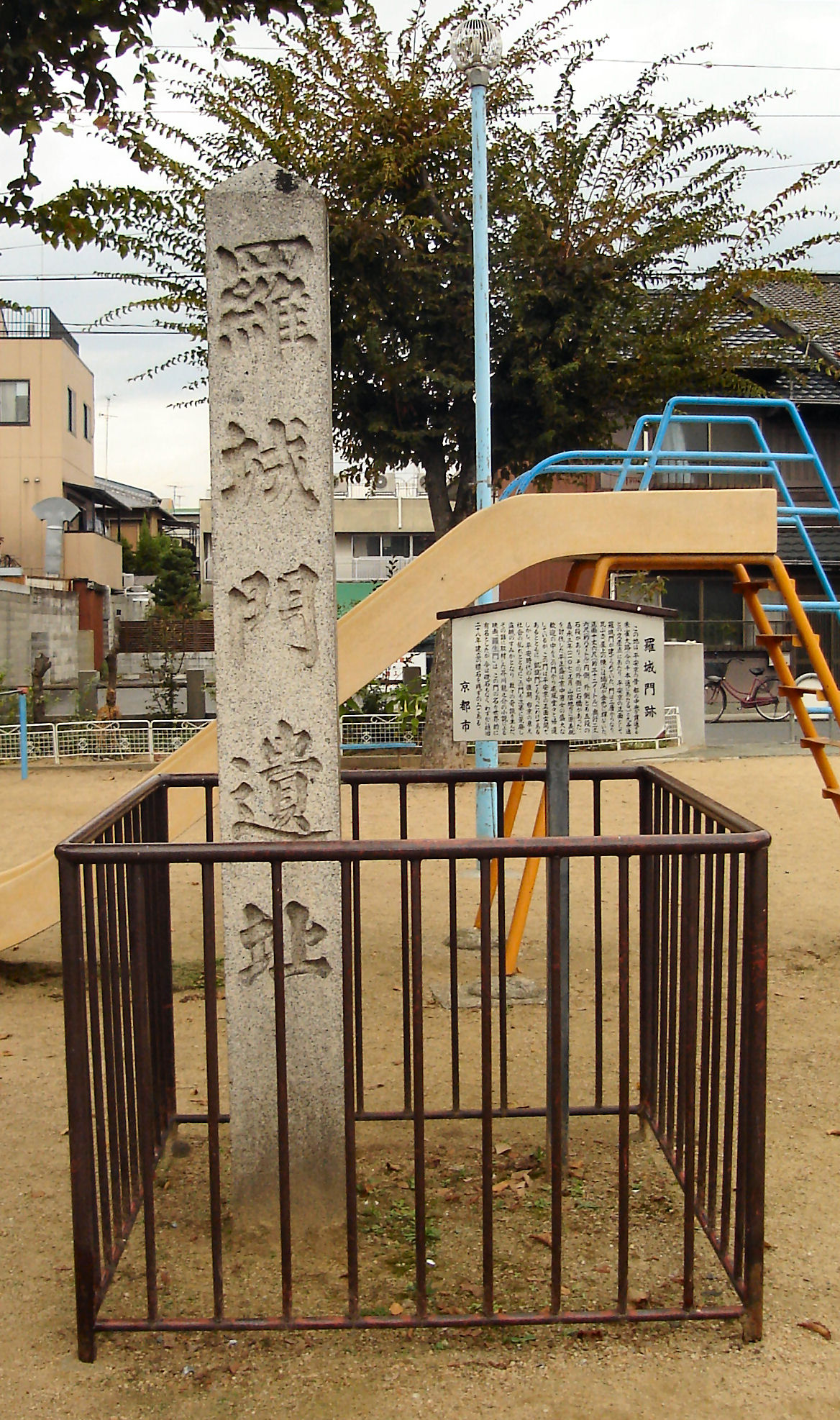
Sitio exacto del Rashōmon.

Durante el siglo XII comenzó a deteriorarse y se convirtió en un lugar desagradable, como guarida de ladrones y personas de mal vivir. Las personas tiraban cadáveres olvidados y bebés abandonados en la puerta.
Este lugar fue inspiración para la película de Akira Kurosawa, Rashōmon, y que se basó en la historia de Ryunosuke Akutagawa, quien utilizó a la puerta como símbolo de la decadencia cultural y moral de los japoneses en la era Heian.
- Datos: Q1344338
- Multimedia: Rajōmon / Q1344338